# Darby River
Darby River är ett vattendrag i Australien. Det ligger i regionen South Gippsland och delstaten Victoria, omkring 170 kilometer sydost om delstatshuvudstaden Melbourne.
I omgivningarna runt Darby River växer i huvudsak städsegrön lövskog. Runt Darby River är det mycket glesbefolkat, med 4 invånare per kvadratkilometer. Genomsnittlig årsnederbörd är 685 millimeter. Den regnigaste månaden är juni, med i genomsnitt 85 mm nederbörd, och den torraste är januari, med 25 mm nederbörd.